# Robert Chouraqui
 (juillet 2024).
Si vous disposez d'ouvrages ou d'articles de référence ou si vous connaissez des sites web de qualité traitant du thème abordé ici, merci de compléter l'article en donnant les références utiles à sa vérifiabilité et en les liant à la section « Notes et références ».
Pour les articles homonymes, voir Chouraqui.
Robert Chouraqui est un photographe français né le 15 mars 1949.

## Biographie
Il réside à Aix-en-Provence et est le père du mouvement Fetish art du début des années 1980.
Robert Chouraqui est un photographe autodidacte; il est venu à la photo depuis le milieu des années 1970 dans les années psychédéliques après avoir fait partie d’un des rares grands groupes français de LIGHT SHOW (spectacle de lumière), de cet univers lui viennent sans doute ses goûts pour les ambiances étranges et colorées et sa maîtrise de la lumière. Après des débuts par la photo de nu il a rajouté à son arc le portrait et est devenu le photographe de la mode étrange.
Ses Pinups MANGA proches des héroînes de la BD sont des femmes venus du monde entier et il les capture dans des images qui font le tour du monde[réf. souhaitée].
Il a notamment photographié Béatrice Dalle, Jessica-Jane Clement (en), et Natasha Marley.
Il est aussi créateur de spectacles visuels psychédéliques (tels que Androide Lightshow) depuis les années 1970, et se produit aujourd'hui[Quand ?] encore avec les plus grands DJ (Jeff Mills notamment).
Invité permanent des revues Démonia et Sentiment Secret, il a réalisé la préface du livre Pervy Obsessions de Nath-Sakura.
Le travail de Robert Chouraqui, très reconnaissable, a été diffusé par de très nombreux magazines et a été publié dans une dizaine de livres d'art devenus rapidement collector.

## Publications
- Tendres esclaves, 1991.
- Esclaves de cordes et de métal, Paris, Éditions Alixe, 1997, 88 p. (ISBN 2-911902-01-7).
- Manga girls, 2006.